# Arrondissement Rocroi
Rocroi is een voormalig arrondissement in het departement Ardennes, nu in de Franse regio Grand Est. Het arrondissement werd op 17 februari 1800 gevormd. De kantons Couvin en Phillipeville werden al in 1814, na de val van het Premier Empire, afgesplitst en maken nu deel uit van België. Op 10 september 1926 werd het arrondissement opgeheven en werden de overblijvende kantons aan het arrondissement Mézières toegevoegd.

## Kantons
Het arrondissement was samengesteld uit de volgende kantons:
- Kanton Couvin (tot 1814)
- Kanton Fumay
- Kanton Givet
- Kanton Philippeville (tot 1814)
- Kanton Rocroi
- Kanton Rumigny
- Kanton Signy-le-Petit